# Oumar Barro
Oumar Barro (Alto Volta; 3 de junio de 1974) es un exfutbolista de Burkina Faso que jugaba en la posición de centrocampista.

## Carrera

### Club
| Periodo   | Club                       |
| --------- | -------------------------- |
| 1997-1998 | Étoile Filante Ouagadougou |
| 1998-1999 | Mamelodi Sundowns          |
| 1999–2002 | Brøndby IF                 |
| 2003–2010 | RC Kadiogo                 |

### Selección nacional
Jugó para Burkina Faso en 48 ocasiones de 1996 a 2003 y anotó 10 goles; participó en tres ediciones de la Copa Africana de Naciones.

## Logros
- Premier Soccer League (1): 1998/99
- Copa Nedbank (1): 1998
- Copa de la Liga de Sudáfrica (1): 1999
- Superliga danesa (1): 2001/02
- Supercopa de Dinamarca (1): 2002
- Primera División de Burkina Faso (1): 2004/05